# بخش ناسومبو
ناسومبو یک بخش است که در استان سُوم در شمال غربی بورکینا فاسو قرار دارد. مرکز این بخش شهر ناسومبو است.